# Benedetta primavera
Benedetta primavera è stato un varietà televisivo italiano andato in onda in prima serata su Rai 1 dal 10 al 31 marzo 2023, per quattro puntate, con la conduzione di Loretta Goggi e la partecipazione del duo comico Luca e Paolo.

## Il programma
Lo spettacolo segna il ritorno di Loretta Goggi alla conduzione in solitaria di un programma televisivo Rai, a distanza di 30 anni esatti dalla precedente esperienza de Il canzoniere delle feste, nella stagione 1992-1993.
La trasmissione riprende gli schemi del classico varietà, con l'obiettivo di ripercorrere il passato e il presente attraverso protagonisti e momenti della cultura pop, rivissuti anche grazie all'ausilio delle Teche Rai.
In ogni puntata del programma, realizzato nello Studio 5 degli Studi televisivi Fabrizio Frizzi in Roma, si intrecciano performance musicali, monologhi, quiz a tema, interviste, gag e sketch comici.
La showgirl romana, affiancata da Luca e Paolo e talvolta 'disturbata' da Flavio Insinna (nel ruolo di scaldapubblico, presente nelle prime tre puntate), torna a cantare dal vivo, esibendosi nei suoi più grandi successi e in duetto con gli ospiti, oltre a riproporsi come imitatrice. 
Nella breve anteprima di ciascuna puntata, gli ospiti previsti intonano a cappella il brano più celebre dell'artista, Maledetta primavera, al quale fa riferimento il titolo del programma. 

### Imitazioni
In ogni puntata, Loretta Goggi propone quattro inedite imitazioni di personaggi famosi, che interagiscono con Luca e Paolo e la stessa Goggi: 
- la regina Elisabetta II del Regno Unito, mediante un immaginario collegamento ''ultraterreno'', data la sua recente scomparsa;
- la presidente della Commissione Europea Ursula von der Leyen;
- l'attrice Laura Morante;
- lo stilista Guillermo Mariotto, quest'ultimo perlopiù utilizzato negli spot di lancio dello show.

Inoltre, ha interpretato in studio l'imitazione di Mina, suo cavallo di battaglia, e ha accennato, senza trucco e parrucco, la voce di Ilaria Dallatana, Giorgia Meloni, Ornella Vanoni, Camilla Shand, Patty Pravo, Don Lurio, Al Bano, Romina Power e le Gemelle Kessler.

### Duetti impossibili
Durante ciascuna puntata (ad eccezione della terza) è presente un segmento a sé, basato sul format olandese Dream Duets, incentrato sui cosiddetti duetti impossibili, ovvero un duetto musicale tra un ospite del programma e un artista scomparso. 
L'ospite, intervistato in studio dalla conduttrice, racconta i motivi personali e/o professionali che lo legano all'artista e al brano scelto. Successivamente, viene trasmessa una clip riguardante la preparazione dell'ospite al duetto e di seguito il risultato finale, che vede in prima visione insieme al pubblico. Ogni ''incontro virtuale'' è realizzato mediante la tecnica del chroma key e specifiche tecnologie.
| Puntata | Duettanti       | Duettanti         | Brano                   |
| Puntata | Artista ospite  | Artista scomparso | Brano                   |
| ------- | --------------- | ----------------- | ----------------------- |
| 1       | Mietta          | Mia Martini       | Gli uomini non cambiano |
| 1       | Anna Tatangelo  | Whitney Houston   | All at Once             |
| 2       | Bianca Guaccero | Raffaella Carrà   | Io non vivo senza te    |
| 2       | Morgan          | Sergio Endrigo    | Io che amo solo te      |
| 3       | Non presenti    | Non presenti      | Non presenti            |
| 4       | Antonino        | Mango             | Lei verrà               |

## Edizioni
| Edizione | Anno | Messa in onda | Messa in onda | Rete  | Puntate | Conduzione    | Presenze fisse | Studio                                                  | Regia               |
| Edizione | Anno | Inizio        | Fine          | Rete  | Puntate | Conduzione    | Presenze fisse | Studio                                                  | Regia               |
| -------- | ---- | ------------- | ------------- | ----- | ------- | ------------- | -------------- | ------------------------------------------------------- | ------------------- |
| 1ª       | 2023 | 10 marzo 2023 | 31 marzo 2023 | Rai 1 | 4       | Loretta Goggi | Luca e Paolo   | Studio 5 degli studi televisivi Fabrizio Frizzi di Roma | Cristiano D'Alisera |

## Puntate
| Puntata | Messa in onda | Esibizioni di Loretta Goggi | Esibizioni di Loretta Goggi                                             | Ospiti | Ascolti        | Ascolti |
| Puntata | Messa in onda | Canzoni | Imitazioni                                                              | Ospiti | Telespettatori | Share   |
| ------- | ------------- | --- | ----------------------------------------------------------------------- | --- | -------------- | ------- |
| 1       | 10 marzo 2023 | Vieni via con me (Taratapunzi-e) (con Heather Parisi), Ti voglio (con Luca e Paolo), Io nascerò | Ursula von der Leyen, Elisabetta II del Regno Unito, Guillermo Mariotto | Anna Tatangelo, Bruno Vespa, Chiara Francini, Claudio Amendola, Flavio Insinna, Heather Parisi, Marco Giallini, Mietta          | 2 942 000      | 18,64%  |
| 2       | 17 marzo 2023 | Maledetta primavera, Cocktail d'amore (con Amanda Lear), Cicciottella (con Luca e Paolo) L'aria del sabato sera (con Fiorella Mannoia), Lontano dagli occhi (con Morgan) | Mina, Elisabetta II del Regno Unito, Laura Morante                      | Ambra Angiolini, Amanda Lear, Bianca Guaccero, Fiorella Mannoia, Flavio Insinna, Giorgio Panariello, Morgan                     | 2 603 000      | 16,46%  |
| 3       | 24 marzo 2023 | Il mio prossimo amore, Pieno d'amore (con Giorgia), ...e dimmi che non vuoi morire (con Patty Pravo), Donna (con Luca e Paolo), Fai rumore | Ursula von der Leyen, Elisabetta II del Regno Unito, Laura Morante      | Flavio Insinna, Giampaolo Morelli, Giorgia, Ilenia Pastorelli, Mara Venier, Patty Pravo, Vincenzo De Lucia                      | 2 481 000      | 15,78%  |
| 4       | 31 marzo 2023 | Sempre/Zum zum zum/Ma la notte no/La notte è piccola/Vorrei che fosse amore (con Serena Rossi), Oba-ba-luu-ba/Vamos a ballar (Esta vida nueva)/Estoy bailando/Domani (con Paola & Chiara e Daniela Goggi), Hello, Dolly! (con Romina Power), Viva la Rai (con Luca e Paolo), Loretta con la "O", Dirtelo, non dirtelo | Ursula von der Leyen, Elisabetta II del Regno Unito, Laura Morante      | Antonino, Carlo Conti, Daniela Goggi, Lucia Ocone, Paola & Chiara, Romina Power, Serena Rossi, Sergio Friscia, Simone Montedoro | 2 648 000      | 17,03%  |
| Media   | Media         | Media | Media                                                                   | Media | 2 669 000      | 16,97%  |

## Audience
| Edizione | Rete televisiva | Anno | Stagione          | Programmazione | Programmazione | Programmazione | Programmazione | Programmazione | Programmazione | Programmazione | Collocazione | Telespettatori | Share  | Première       | Première | Finale         | Finale |
| Edizione | Rete televisiva | Anno | Stagione          | L              | M              | M              | G              | V              | S              | D              | Collocazione | Telespettatori | Share  | Telespettatori | Share    | Telespettatori | Share  |
| -------- | --------------- | ---- | ----------------- | -------------- | -------------- | -------------- | -------------- | -------------- | -------------- | -------------- | ------------ | -------------- | ------ | -------------- | -------- | -------------- | ------ |
| 1ª       | Rai 1           | 2023 | inverno-primavera |                |                |                |                |                |                |                | Prima serata | 2 669 000      | 16,97% | 2 942 000      | 18,64%   | 2 648 000      | 17,03% |